# Gran Hotel (Palma de Mallorca)
El Gran Hotel de Palma de Mallorca es una construcción modernista del arquitecto Lluís Domènech i Montaner, inaugurada el 9 de febrero de 1903. Está situada en el número 3 de la Plaza Weyler (Mallorca, Islas Baleares, España). 
Representa una de las muestras más importantes del modernismo en la isla, con una fachada ricamente ornamentada con elementos escultóricos y cerámicas. Además, contaba con grandes innovaciones industriales como calefacción, a través de calderas construidas en Mallorca, o la fabricación de su propia electricidad, con unos equipos Ahlemeyer de baterías de acumuladores que daban luz a 450 bombillas incandescentes. Contaba también con ascensor y agua caliente.
El Gran Hotel fue el pionero de la industria turística y hotelera de gran lujo en Mallorca. Era el mejor de los hoteles mallorquines en lujo y clase, y hasta la inauguración del Hotel Ritz en Madrid, el Gran Hotel fue el más lujoso de España.
Debido a acontecimientos como la guerra civil española (1936-1939) y la 2.ª Guerra Mundial (1939-1945), el hotel cerró sus puertas en el año 1941 y es adquirido al año siguiente por el Estado para alojar el Instituto Nacional de Previsión. El hotel sufrió grandes modificaciones, desfigurando la planta baja con particiones y haciendo desaparecer las arcadas y las columnas. Estas modificaciones le hicieron perder su carácter de arquitectura de vanguardia y, al mismo tiempo, catalanista.

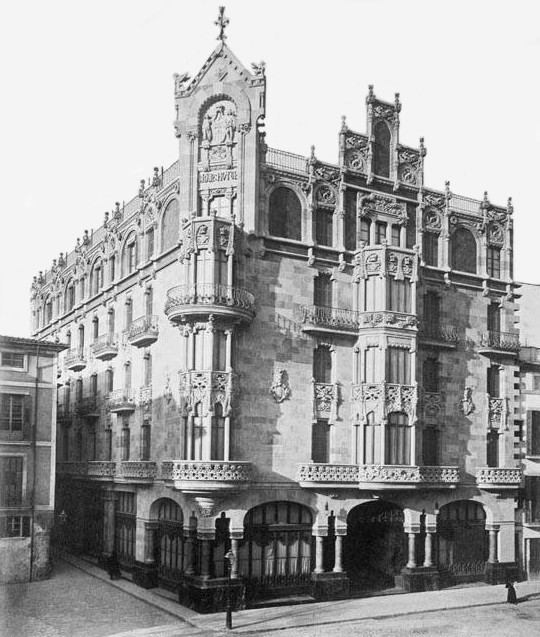
Gran Hotel antes de las sucesivas reformas.

En 1993 el edificio fue comprado y reconvertido en centro cultural, actual CaixaForum Palma de la Fundación "la Caixa". El centro es la sede de periódicas exposiciones, conciertos, conferencias, y alberga una exposición pictórica permanente dedicada a Anglada Camarasa. La tarea de recuperar este elemento histórico estuvo a cargo de Jaume Martínez y Pere Nicolau. Tarea difícil debido a las numerosas modificaciones interiores, incluso estructurales, que había sufrido el edificio en las últimas etapas de su vida. Esto también se veía condicionado por las funciones a las cuales iba a ser destinado posteriormente. 
Una de las últimas intervenciones a las cuales ha sido sometido fue la introducción de una sala de conferencias y audiciones en la planta subterránea. Los gruesos muros de carga del edificio se han eliminado y han sido sustituidos columnas que dejan casi exenta y etérea toda la zona. 